# Чиргіно
Чи́ргіно (рос. Чиргино) — присілок в Глазовському районі Удмуртії, Росія.

## Населення
Населення — 115 осіб (2010; 143 в 2002).
Національний склад станом на 2002 рік:
- удмурти — 88 %

## Урбаноніми[3]
- вулиці — Миру, Праці